# Arachova

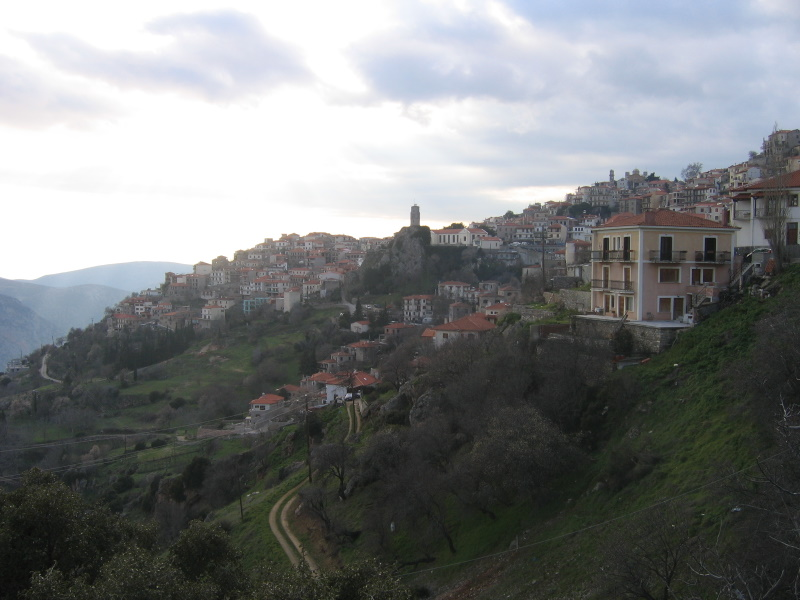
Blick auf die Kleinstadt Arachova

Arachova (griechisch Αράχωβα (f. sg.)) ist eine griechische Kleinstadt und Gemeindebezirk der 2011 gegründeten Gemeinde Distomo-Arachova-Andikyra in der Region Mittelgriechenland. Arachova liegt etwa 160 km nordwestlich von Athen und 12 km vor dem historischen Delphi. In Arachova leben 2770 Menschen (Volkszählung 2011). Der Name der Stadt leitet sich vom slawischen Wort orah für ‚Nuss‘ ab.

## Geografie
Das Gebiet der ehemaligen Stadtgemeinde Arachova bildet den westlichsten Zipfel des Regionalbezirks Böotien und grenzt im Nordwesten, Westen, Südwesten und Süden an den Regionalbezirk Fokida mit der Gemeinde Delfi. Im Norden und Nordosten grenzt das Gebiet an die Gemeinden Amfiklia und Livadia, im Westen und Süden liegen die übrigen Gemeindebezirke Distomo und Andikyra. Arachova liegt im Landesinneren am Südhang des Berges Parnass (Parnassos) auf einer Höhe 963 m über dem Meeresspiegel. Das Gebiet wird vom Südhang des Parnassos im Norden und dem Nordhang des Berges Kirfi (1560 m Höhe) dominiert. Zwischen beiden Bergmassiven zieht das Tal von Delphi bzw. Arachova von Ost nach West und öffnet sich nach Delfi zur Ebene von Krissa. Die nordwestlichen Teil des Gebietes gehören zum Nationalpark Parnassos. Das Gebiet von Arachova hat keinen direkten Zugang zum Meer; die nächstgelegene Küste ist die des Golfs von Korinth bei Andikyra. Nicht eindeutig geklärt ist, ob in der Nähe das antike Anemoreia lag.

## Wirtschaft
Wegen der Nähe zu Delphi ist Arachova schon länger eine touristisch geprägte Stadt. In den letzten Jahrzehnten hat sie sich zudem durch den Bau von Skizentren auf dem Berg Parnassos zu einem der modernsten und größten Ski-Orte Griechenlands entwickelt.
Die Traditionen und volkstümlichen Aktivitäten werden von den Einwohnern nach wie vor sehr gepflegt und gefeiert. Höhepunkt ist die traditionelle Feier zum Festtag des Heiligen Georgios, des Stadtpatrons, welche meistens unmittelbar nach dem orthodoxen Osterfest stattfindet und drei Tage dauert. Traditionelle Tänze, Sport-Veranstaltungen in Erinnerung des Kampfs von Arachova gegen die Türken sowie Essen und Trinken für alle Gäste gehören dazu.
Typische Produkte des Ortes sind Oliven, Formaella (eine traditionelle Käseart, die es nur in Arachova gibt), Tsipouro (Tresterschnaps).

## Verkehr
Durch Arachova führt die Nationalstraße 48 (Europastraße 65), welche Thiva und Livadia im Westen mit Amfissa und weiter nach Osten mit Nafpaktos und Messolongi verbindet. Sowohl die westlich von Arachova verlaufende Nationalstraße 48 als auch die östlich von Arachova verlaufende Nationalstraße 48 stellen Passstraßen dar, welche nach Arachova bzw. nach Distomo (Osten) oder Delfi (Westen) führen.

## Zitat über Arachova
„Αν αγναντέψεις και την δεις θα σε μαγέψει ξένε, και άμα ρωτήσεις θα σου πουν Αράχωβα τη λένε!“ – „Falls Du Deinen Blick mal dorthin werfen solltest und sie siehst, wird sie Dich verzaubern Fremder - und solltest Du fragen welche Stadt das ist, man wird ‚Arachova‘ antworten!“ (Georgios Siros)

## Persönlichkeiten
- Chrysanthos Notaras (1655 oder 1660–1731), griechisch-orthodoxer Patriarch von Jerusalem und Kartograf